# Schwarzes Gold (Oelsnitz/Erzgeb.)

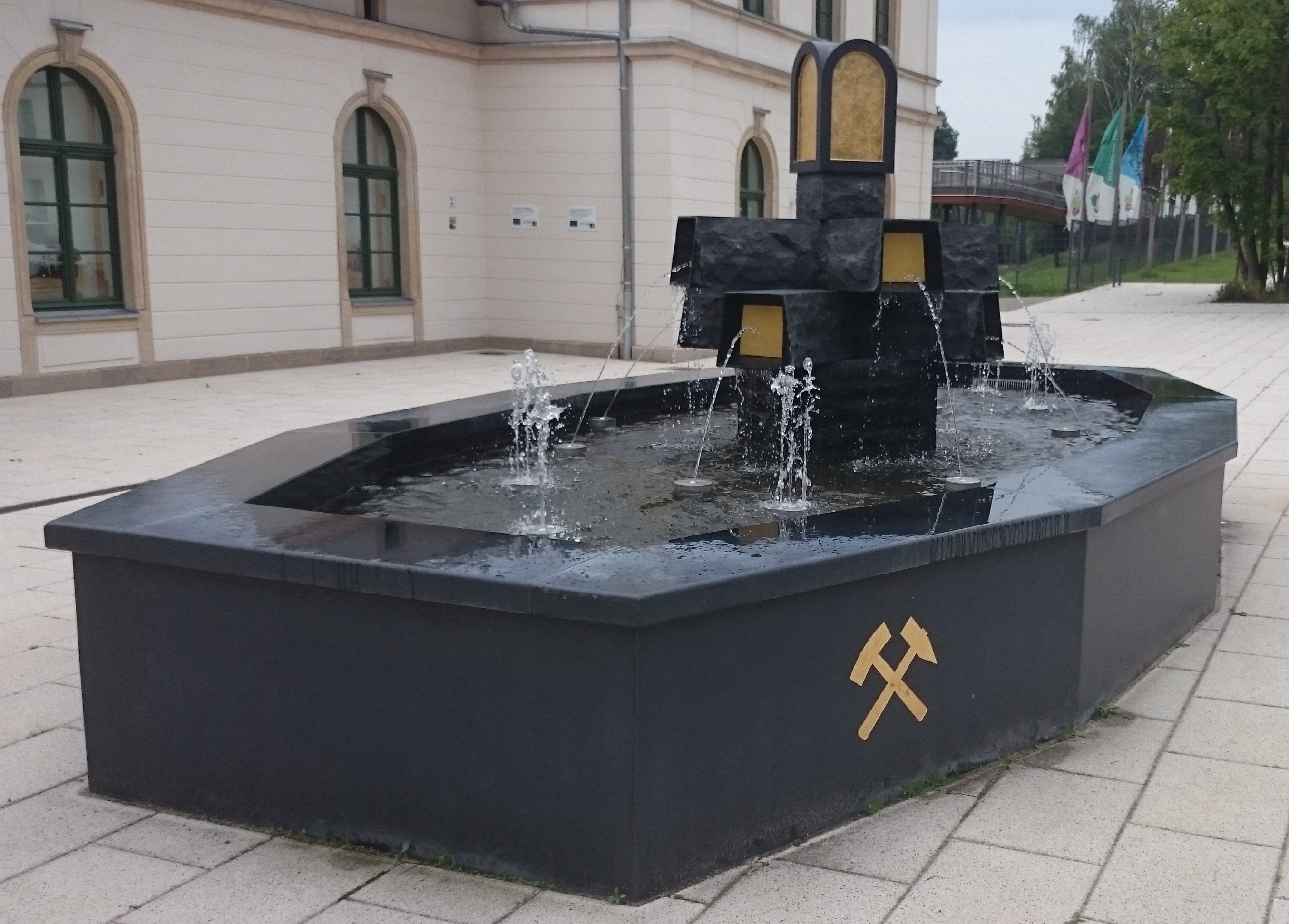
Brunnen „Schwarzes Gold“

Der Brunnen Schwarzes Gold ist eine 2015 eingeweihte Brunnenanlage auf dem Bahnhofsvorplatz in Oelsnitz/Erzgeb. Thema der Skulptur ist der frühere Bergbau auf Kohle im Lugau-Oelsnitzer Steinkohlenrevier.

## Die Gestalter
Der Entwurf des Lugauer Grafikers und Künstlers Klaus Hirsch wurde unter Regie des Architekturbüros Heine und Reichold aus Lichtenstein durch die Stollberger Steinmetzwerkstatt Friedhold Scheunert umgesetzt. Der Künstler Klaus Hirsch beschäftigte sich seit Jahren mit dem baugeschichtlichen und architektonischen Erbe seiner Heimatregion. Er war ehrenamtlich als Baudenkmalpfleger tätig und beriet Bauherren zum behutsamen Umgang mit Relikten der Bau- und Industriegeschichte. Hirsch selbst schuf in den letzten Jahren neben seinen lithographischen Arbeiten zahlreiche Werke objektgebundener Kunst. Dazu gehören Entwürfe für Bleiverglasungen und Stelen.

## Der Brunnen
Der Brunnen aus schwarzem Basalt wurde 2014 im Entrée des zukünftigen Bürger- und Familienparks zentral vor dem ehemaligen Bahnhofsgebäudes errichtet. Das Gebäude wurde im Zuge der Gesamtumgestaltung des früherer Verladebahnhof zum Landesgartenschaugelände denkmalschutzgerecht saniert und verleiht zusammen mit seinem neu gestalteten Vorplatz und dem Brunnen dem Stadtgebiet ein neues Gesicht.
Der Brunnen wird von einer zentralen Skulptur dominiert – orthogonal und diagonal zueinander versetzte Blocksteine symbolisieren gestapelte Bergbaustollen. Deren Enden werden jeweils bildhauerisch bearbeitet, spielen mit der Perspektive und erzeugen beim Betrachter das Bild des  "Schwarzen Goldes". Es symbolisiert den Lohn des Bergmanns, aber auch den Reichtum, den einst die Kohleförderung ihren Besitzern brachte. Bekrönt von einer stilisierten Grubenlampe wird die Skulptur durch sanfte Wasserspiele und Effektbeleuchtungen in Szene gesetzt. Die Grubenlampe, das Geleucht, steht hier für die immerwährende Sehnsucht des Bergmanns nach dem Tageslicht. Das sprudelnde Wasser steht symbolisch für die im Grubengebäude entdeckte thermale Sole, die zukünftig neuer Quell für die weitere Entwicklung der Stadt Oelsnitz/Erzgeb. werden soll. Mit dem im Park errichteten Gradierwerk und den Kneippanlagen wurde bereits ein erster Anfang gemacht.